# The Rugby Championship 2019
Il Rugby Championship 2019 (in inglese 2019 Rugby Championship) fu l'8ª edizione del torneo annuale di rugby a 15 tra le squadre nazionali di Argentina, Australia, Nuova Zelanda e Sudafrica nonché la 24ª assoluta del torneo annuale internazionale di rugby a 15 dell'Emisfero Sud.
Si tenne dal 20 ottobre al 10 agosto 2019 e fu vinto per la quarta volta dal Sudafrica.
A seguito di accordi commerciali di sponsorizzazione, in Argentina il torneo fu noto come 2019 Personal Rugby Championship, in Australia come 2019 Mitsubishi Estate Rugby Championship (a seguito di accordo del 2018 con l'immobiliare giapponese Mitsubishi Estate), in Nuova Zelanda come 2019 Investec Rugby Championship e in Sudafrica come 2019 Castle Rugby Championship.
Così come nelle tre precedenti edizioni pre-mondiali, il calendario della competizione fu ridotto per permettere alle quattro contendenti la migliore preparazione alla Coppa del Mondo 2019 in Giappone; ogni squadra quindi disputò solo un incontro con ciascuna delle altre tre in gara di sola andata.
Vista la sua brevità, il torneo si risolse all'ultima giornata con la vittoria finale del Sudafrica che, battendo a Salta l'Argentina, incamerò il suo quarto titolo, primo dell'era a quattro squadre; di rilievo la miglior vittoria australiana di sempre sui rivali neozelandesi, sempre in chiusura di torneo, valida per la Bledisloe Cup di quell'anno appannaggio degli Wallabies: gli All Blacks furono infatti sconfitti 26-47 a Perth e terminarono il torneo al terzo posto dopo tre trofei consecutivi facenti seguito alla vittoria nella Coppa del Mondo 2015.
Il valore delle marcature, come stabilito da World Rugby nel 2017, è: 5 punti per ciascuna meta (7 se trasformata), 7 punti per la meta tecnica, 3 punti per la realizzazione di ciascun calcio piazzato, idem per il drop.

## Nazionali partecipanti e sedi
| Squadra       | Città              | Impianto interno                                 |
| ------------- | ------------------ | ------------------------------------------------ |
| Argentina     | Buenos Aires Salta | Stadio José Amalfitani Stadio Ernesto Martearena |
| Australia     | Brisbane Perth     | Lang Park Perth Stadium                          |
| Nuova Zelanda | Wellington         | Regional Stadium                                 |
| Sudafrica     | Johannesburg       | Ellis Park                                       |

## Risultati

### 1ª giornata
| Arbitro: | Paul Williams |

|                                                            |      |                             |
| H. Jantjies 10’, 63’ L. de Jager 23’ Nkosi 55’ Reinach 80’ | mt   | 29’ Haylett-Petty 71’ Foley |
| E. Jantjies 10’, 23’, 55’, 63’, 80’                        | tr   | 29’, 71’ Foley              |
|                                                            | c.p. | 17’ Foley                   |

| Arbitro: | Angus Gardner |

|                             |      |                           |
| Boffelli 47’                | mt   | 18’ Laumape 39’ Retallick |
| Sanchez 47’                 | tr   | 18’, 39’ B. Barrett       |
| Sanchez 2’, 21’ Boffelli 7’ | c.p. | 23’, 37’ B. Barrett       |

### 2ª giornata
| Arbitro: | Nic Berry |

|                                 |      |                      |
| Goodhue 37’                     | mt   | 79’ H. Jantjies      |
| B. Barrett 37’                  | tr   | 79’ Pollard          |
| B. Barrett 48’ Mo’unga 66’, 73’ | c.p. | 3’, 10’, 60’ Pollard |

| Arbitro: | Ben O'Keeffe |

|                           |      |                  |
| Hodge 31’                 | mt   | 73’ Isa          |
| Lealiʻifano 31’           | tr   | 73’ Diaz Bonilla |
| Lealiʻifano 10’, 42’, 50’ | c.p. | 24’ Sanchez      |

### 3ª giornata
| Arbitro: | Jérôme Garcès |

|                                                                   |      |                                                           |
| Hodge 8’, 69’ Salakaia-Loto 46’ White 49’ Koroibete 62’ Beale 78’ | mt   | 13’ Lienert-Brown 17’ R. Ioane 54’ B. Barrett 71’ Laumape |
| Lealiʻifano 8’, 62’ To’omua 69’, 78’                              | tr   | 14’, 55’, 72’ Mo’unga                                     |
| Lealiʻifano 6’, 28’, 39’                                          | c.p. |                                                           |

| Arbitro: | Romain Poite |

|                  |      |                                                     |
| Cordero 1’       | mt   | 12’ Mbonambi 40’, 53’ Pollard 63’ Mapimpi 66’ Kolbe |
| Sánchez 1’       | tr   | 40’, 63’, 66’ Pollard                               |
| Sánchez 16’, 28’ | c.p. | 8’, 19’, 25’, 30’, 41’ Pollard                      |

## Classifica
| Pos | Squadra       | G | V | N | P | PF | PS | DP  | BMP | Pt |
| --- | ------------- | - | - | - | - | -- | -- | --- | --- | -- |
| 1   | Sudafrica     | 3 | 2 | 1 | 0 | 97 | 46 | +51 | 2   | 12 |
| 2   | Australia     | 3 | 2 | 0 | 1 | 80 | 71 | +9  | 0   | 8  |
| 3   | Nuova Zelanda | 3 | 1 | 1 | 1 | 62 | 79 | −17 | 0   | 6  |
| 4   | Argentina     | 3 | 0 | 0 | 3 | 39 | 82 | −43 | 2   | 2  |